# Baltasar Juste
Baltasar Juste, también como Justé o Yuste, (Zaragoza, c. 1763 - ¿Zaragoza?, 1808) fue un compositor y maestro de capilla español.

## Vida
Se sabe que Juste nació en Zaragoza y recibió su educación musical como infante del coro en la Catedral de la Seo en la ciudad bajo el magisterio del famoso Francisco Javier García Fajer, el Españoleto. Permaneció en la Catedral cinco años y medio.
Con diecisiete años, en 1780, se presentó a las oposiciones para el magisterio de la Catedral de Pamplona, oposiciones que finalmente ganó Francisco de la Huerta tras un polémico proceso en el que uno de los jueces tuvo que retirarse. Juste, que para entonces ya había recibido la tonsura, no llegó a aprobar el examen inicial, lo que no le permitió participar en la oposición misma. Ese mismo año se presentó a las oposiciones para cargo de maestro de capilla en la Catedral de El Burgo de Osma y en la Colegiata de Alfaro.
Dos años más tarde, en 1782, se presentó a las oposiciones al magisterio de la Catedral de Segovia, aunque sin éxito. El magisterio de la Catedral de Segovia había quedado vacante tras el fallecimiento de Juan Montón y Mallén a principios de diciembre de 1781, por lo que el cabildo decidió convocar los edictos para el cargo. Las oposiciones se realizaron a distancia, enviando cada uno de los siete candidatos un villancico y un motete. El jurado estaría compuesto por Antonio Rodríguez de Hita, maestro de capilla del Real Monasterio de la Encarnación, y Manuel Mencía, maestro del Monasterio de las Descalzas Reales, ambos activos en Madrid. Los candidatos fueron calificados por Hita de la siguiente manera:
1. José Quiroga, maestro de la Catedral de Orense;
2. Francisco Antonio Gutiérrez, natural de León;
3. Juan Fernández, natural de León;
4. Vicente Escalante, maestro de capilla de Alicante;
5. Ramón Ferreñac, maestro de la Catedral de Huesca;
6. Baltasar Yuste, músico de Zaragoza.

Mencía colocó en primer lugar a Gutiérrez, «el más sobresaliente», el segundo a Juan Fernández y finalmente el tercero a José Quiroga. El cabildo eligió por voto secreto el 18 de enero de 1783 a Gutiérrez como maestro, con 22 votos a favor y 13 votos para Quiroga.
En 1784 fue nombrado organista y ayudante de su maestro, Francisco Javier García Fajer, en la Seo. Más tarde, en 1790 sería nombrado como sustituto del maestro o maestro segundo, que Fajer ya estaba muy mayor. Fajer mantendría en magisterio en Zaragoza hasta su fallecimiento en 1809, es decir, un año después del fallecimiento de Juste. Hay que tener en cuenta que en 1808 las tropas napoleónicas invadieron España y ese mismo año y el siguiente la ciudad sufrió dos Sitios en los que fallecieron más de 50 000 personas. Las circunstancias del fallecimiento de Juste y el estado del magisterio de música de La Seo son confusos, hasta el punto que Félix de Latassa afirma que Ramón Cuéllar consiguió el cargo «tras el fallecimiento del inspirado maestro de música de la catedral de Zaragoza D. Baltasar Juste».

## Obra
Se han conservado pocas obras de Juste. Son dos misas a ocho voces, una a cuatro voces, un introito titulado O iusti meditabitur y algunos motetes. Se encuentran en las catedrales de Astorga, Burgos, Granada, Huesca, Pamplona, Salamanca y Segovia. También se conserva en la Biblioteca Nacional las partituras de Gloriosos recuerdos del triunfo del mártir Santo Dominguito de Val.